# Marrubium heterocladum
Marrubium heterocladum là một loài thực vật có hoa trong họ Hoa môi. Loài này được Emb. & Maire mô tả khoa học đầu tiên năm 1928.